# Bassar
Pour les articles homonymes, voir Bassar (homonymie).
Bassar est une ville située dans le centre du Togo. Elle est le chef-lieu de la préfecture de Bassar.
Elle se situe dans la région de la Kara et compte 64 888 habitants en 2006.

## Histoire
Le peuple Bassar (Bassari) est immigré de l'Afrique de l'Est jusqu'à ce qu'il ne s'installe au nord du Togo. Les Bassars  très différents des Bassa d'Afrique centrale tirent leur nom des Monts Barba Bassar au pied desquels le premier groupe arrivé sur le site s'est établi.  Le peuple Bassar s'appelle les Bitchamb.
Les Bitchamb' parlent le N'tcham. Les difficultés du colonisateur à prononcer le mot N'tcham a amené ce dernier à dénommer la langue N'tcham , Bassar , en référence au site sur lequel le peuple s'est établi. 
Des montagnes boisées , des plaines sillonnées par des rivières , la région de Bassar offre un beau paysage. Cette région du Togo est l'une des régions qui cultive en abondance de l'igname. Elle est connue pour son labako appelé larbako du côté ghanéen, une igname très prisée pour ses qualités . Le peuple Bassar célèbre depuis plusieurs décennies, souvent en début septembre, la fête des ignames:  D'pontre ou N' nidak . 
Pendant la colonisation en Afrique et dans l'histoire du Togo,  la grande famille Bassar  est  l'un des  rares peuples à avoir imposé aux colons allemands une résistance  farouche et ingénieuse, tant à Binaparba que  dans la zone Dankpen. 
Le Bassar est aussi connu pour l'exploitation du fer dont regorge son sous-sol. Des vestiges de cette exploitation, dont des hauts fourneaux , et qui remonterait depuis le XIIe siècle sont encore visibles à Nangbani, Binaparba, Bangeli et les fouilles pourraient étendre ces découvertes à d'autres localités de Bassar.

## Relief
Dominée par des montagnes arides, sillonnée de rivières, la ville de Bassar offre de splendides panoramas sur une zone de savanes arborées.

Paysage montagneux de la ville de Bassar

## Sport
La ville compte un club de football, le Gbikinti Club de Bassar.

## Culture
La région est réputée pour être le centre de la culture des ignames.
Chaque année la fête des ignames, "D'pontr/N'dack" (fête des moissons), marque en pays Bassar et Konkomba le début d'une nouvelle année.
Ils pratiquent aussi la danse du feu communément appelé "T'bol".La région recèle aussi de magnifiques hauts fourneaux qui attestent du travail ancestral du fer dans la région.

Danse du feu en pays Bassar

Statue à l'image d'un danseur de T'bol à Bassar

## Architecture
Bassar possède des bâtiments modernes néanmoins il possède surtout des maisons en terre cuite comme la plupart des pays africains

Maisons en terre cuite de Bassar

## Langue
La langue parlée est le Ntcham (Ncam) une langue nigéro-congolaise. Elle est classée dans le groupe des langues gurma de la branche gour des langues oti-volta.

## Personnalités nées à Bassar
- Kafui Adjamagbo-Johnson, femme politique
- Kofi Yamgnane, homme politique
- Kodjo Gnambi Garba , homme politique
- Général Zakari Nandja, militaire et homme politique
- Général Bonfoh, militaire